# Woodsia caucasica
Woodsia caucasica là một loài dương xỉ trong họ Woodsiaceae. Loài này được J.Sm. mô tả khoa học đầu tiên năm 1841.
Danh pháp khoa học của loài này chưa được làm sáng tỏ. 